# Јужни Јемен
Народна Демократска Република Јемен, познатија као Јужни Јемен, била је социјалистичка република у југозападном делу Арабијског полуострва уз Аденски залив и Арапско море. 22. маја 1990. ујединила се са Арапском Републиком Јемен (Северни Јемен) у данашњу Републику Јемен.
Јужни Јемен проглашен је 30. новембра 1967. на дан повлачења последњих британских трупа.

## Историја
Док је године 1962. Арапска Република Јемен добила независност од Уједињеног Краљевства, јужне јеменске покрајине су 1963. организоване као Протекторат Јужне Арабије и Федерација Јужне Арабије под британском влашћу. Због тога су од 14. октобра 1963. две герилске групе, Фронт за ослобођење окупираног Јужног Јемена и Национални ослободилачки фронт (НФЛ), покренуле оружану борбу за ослобођење Јужног Јемена од британске колонијалне власти.
Јужни Јемен је постао независан 30. новембра 1967. године, под именом Народна Република Јужни Јемен. Јуна 1969. године, на власт је дошла група марксиста унутар НФЛ-а и прогласила Демократску Народну Републику Јемен. Све јужнојеменске странке прикључене су НЛФ-у, који је променио име у Социјалистичка партија Јемена. Јужни Јемен је након тога успоставио блиске односе са Совјетским Савезом, Кином, Кубом, Источном Немачком и Палестинском ослободилачком организацијом.
Јужни Јемен је одржавао релативно добре односе са Северним Јеменом. Године 1972. објавили су да постоје велики изгледи да се две земље уједине. Ова планови су били привремено напуштени 1979. године, када је умало дошло до рата између две земље.
Године 1980, председник Абдул Фатах Исмаил дао је оставку и отишао у егзил у Москву. Његов наследник, Али Насир Мухамед проводио је мирољубивију политику према суседима Северном Јемену и Оману. Дана 13. јануара 1986, у главном граду Адену избиле су борбе између присталица Али Насира и Исмаила, који се вратио из егзила. Борбе за власт су трајале више од месец дана, а завршиле су многобројним жртвама, Али Насировим свргавањем и Исмаиловом смрћу. Али Насир и 60.000 осталих људи пребегли су у Северни Јемен. Нови секретар Социјалистичке партије Јемена постао је Али Салим ел Беид.
Под утицајем промена у Источном блоку, владе оба Јемена су у мају 1988. године обновиле договоре о уједињењу својих земаља, договориле демилитаризацију границе и омогућиле својим становницима прелазак границе уз мање рестрикција.
Дана 22. маја 1990. године, Јужни Јемен се ујединио са Северним Јеменом у Републику Јемен.

## Политичка подела
Након независности, Јужни Јемен је био подељен на шест гуверната (арап. мухафаза), који су угрубо пратили природне границе, а сваки је носио име по броју. Од 1967. до 1978, званично су били названи само по бројевима, а од 1979. до 1990. године новим званичним именима. Острва Камаран (до 1972, када их је присвојио Северни Јемен), Перим (Мејун), Сокотра, Абд-ел-Кури, Самха (ненасељен), Дарсах и остали ненасељени из архипелага Сокотра били су део округа (мудиријах) Првог / Аденског гуверната, односно под управом премијера државног надзора.
| Број | Име        | Површина (km²) | Главни град |
| I    | Адан       | 6,980          | Аден        |
| II   | Лахиж      | 12,766         | Лахиж       |
| III  | Абјан      | 21,489         | Зинџибар    |
| IV   | Шабва      | 73,908         | Атак        |
| V    | Хадхрамаут | 155,376        | Ал Мукала   |
| VI   | Ал Махра   | 66,350         | Ал Гхаида   |

## Функционери Јужног Јемена

### Председници
- Председник Народне Републике Јужни Јемен
  - Катан Мухамед ел Шаби (30. новембар 1967. — 22. јун 1969)
- Председник Председничког већа
  - Салим Рубаи Али (23. јун 1969. — 26. јун 1978)
  - Али Насир Мухамед (26. јун 1978. — 27. децембар 1978)
- Председник Президијума Врховног народног већа
  - Абдул Фатах Исмаил (27. децембар 1978. — 21. април 1980)
  - Али Насир Мухамед (21. април 1980. — 24. јануар 1986)
  - Хајдар Ебу Бекр ел Атас (24. јануар 1986. — 22. мај 1990)
- Председник Демократске Републике Јемен
  - Али Салим ел Беид (21. мај 1994. — 7. јул 1994)

### Премијери
- Премијер Народне Републике Јужни Јемен
  - Фајсал ел Шаби (6. април 1969. — 22. јун 1969)
  - Мухамед Али Хаитам (23. јун 1969. — види доле)
- Премијер Демократске Народне Републике Јемен
  - Мухамед Али Хаитам (види горе — 2. август 1971)
  - Али Насир Мухамед (2. август 1971. — 14. фебруар 1985)
  - Хајдар Ебу Бекр ел Атас (14. фебруар 1985. — 8. фебруар 1986)
  - Јасин Саид Нуман (8. фебруар 1986. — 22. мај 1990)
- Премијер Демократске Републике Јемен
  - Хајдар Ебу Бекр ел Атас (21. мај 1994. — 7. јун 1994)